# Château de Zahhak

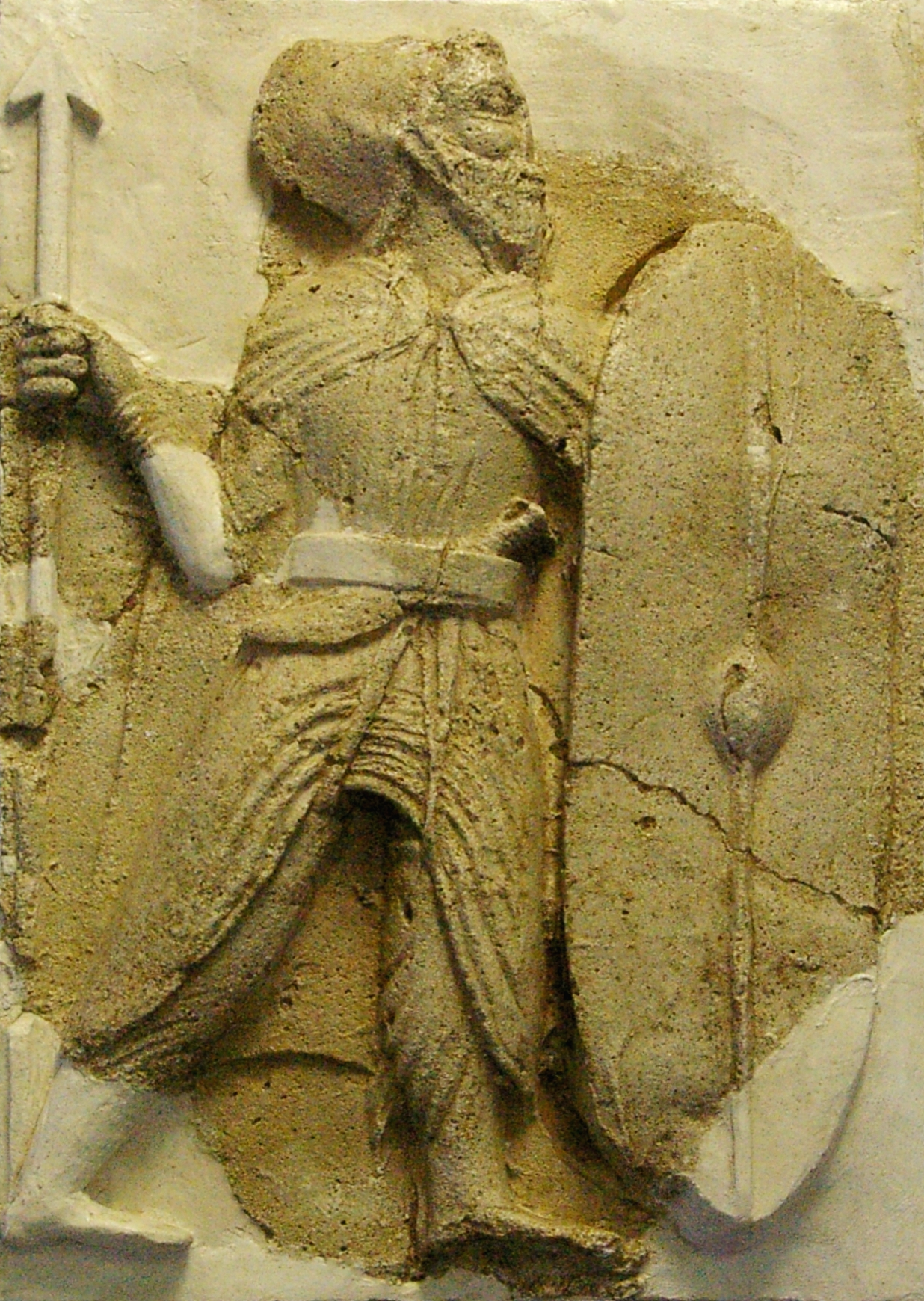
Soldat parthe exposé au musée de Tabriz

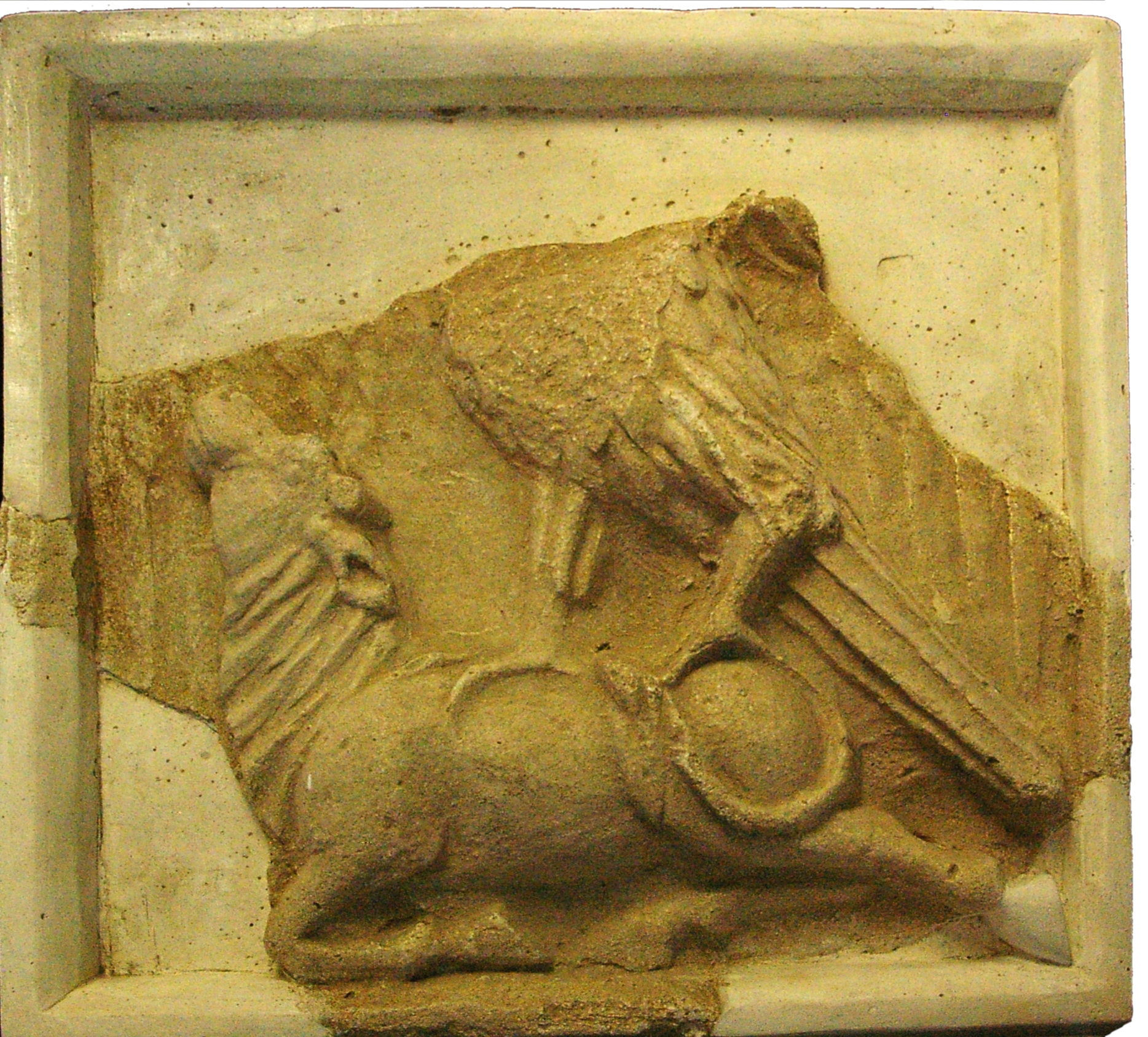
Bas-relief de l'époque parthe, trouvé au fort de Zahhak et exposé au musée de Tabriz

Le Château de Zahhak est une petite citadelle nommée d'après le héros perse Zahhak, par les premiers archéologues britanniques qui le découvrirent au XIXe siècle. Il se trouve en Iran dans la province de l'Azerbaïdjan oriental au nord-ouest du pays. Il a été habité du deuxième millénaire av. J.-C., jusqu'à l'époque de la dynastie timouride. La plupart des artefacts trouvés dans ce site archéologique sont aujourd'hui exposés au musée de Tabriz.